# Irșansk
Irșansk (în ucraineană Іршанськ) este o așezare de tip urban din raionul Horoșiv, regiunea Jîtomîr, Ucraina. În afara localității principale, nu cuprinde și alte sate.

## Demografie
Componența lingvistică a așezării de tip urban Irșansk
     Ucraineană (88,24%)
     Rusă (11,33%)
     Alte limbi (0,19%)
Conform recensământului din 2001, majoritatea populației așezării de tip urban Irșansk era vorbitoare de ucraineană (88,24%), existând în minoritate și vorbitori de rusă (11,33%).